# Rijksstad Straatsburg
De vrijstad Straatsburg was in de middeleeuwen een belangrijk economisch centrum binnen het Heilige Roomse Rijk. De overwinning van de burgers van Straatsburg op de bisschop van Straatsburg, Walter von Geroldseck in 1262, bezegelt de onafhankelijkheid van de stad en geeft haar de status van een vrijstad. 
Straatsburg wordt een centrum van de mystiek en later van het humanisme.  De kathedraal van Straatsburg - voltooid in 1439 - met zijn 142 meter hoge toren geldt tot 1874 als het hoogste gebouw ter wereld. Vanaf 1482 kent de stad een standenbestuur.
In de 16e eeuw beleeft Straatsburg zijn bloeiperiode als vrijstad. Tijdens de reformatie (1529/31) kiest Straatsburg de Lutheraanse kant. Maar op de Rijksdag van Augsburg sluit het zich niet aan bij de protestantse Confessio Augustana, maar legt het - samen met de steden Memmingen, Konstanz en Lindau - een eigen belijdenis af, de zogenaamde Tetrapolitana, opgesteld door Martin Bucer en Capito.

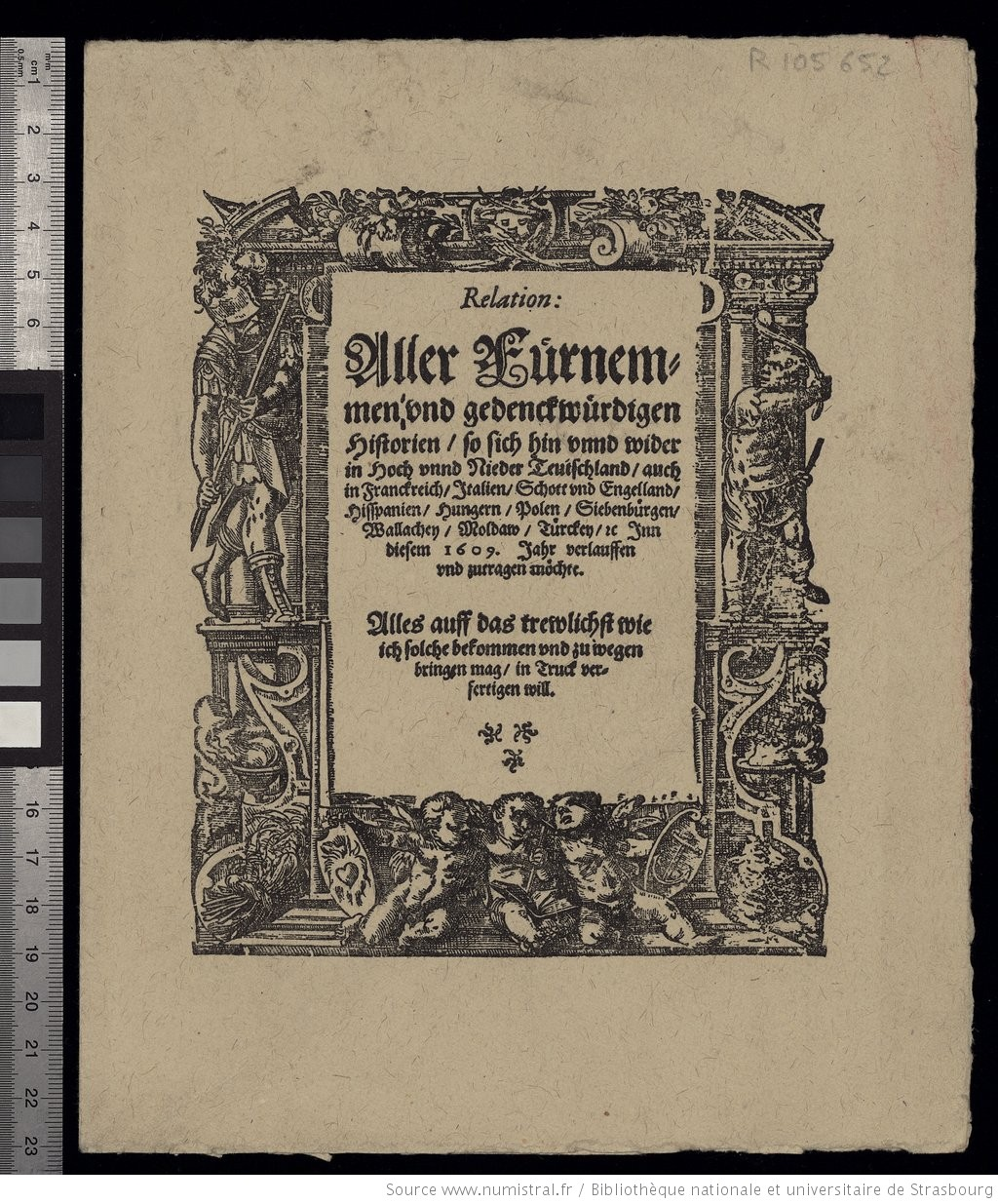
Titelblad: Relation Aller Fürnemmen und gedenckwürdigen Historien

In 1605 begint de Straatsburgse drukker en boekhandelaar Johann Carolus zijn tot dan toe handgeschreven nieuwsverzamelingen in druk uit te geven. Het nieuwsblad, dat onder de titel Relation Aller Fürnemmen und gedenckwürdigen Historien verschijnt, geldt vandaag als de allereerste gedrukte krant.
Bij de Vrede van Westfalen in 1648 verkrijgt de Franse koning het beschermheerschap over een aantal Elzassische vrijsteden van de Tienstedenbond. Straatsburg blijft echter een Duitse vrijstad, die desondanks in september 1681 door  Franse troepen wordt bezet.
In 1697 wordt Straatsburg ten gevolge van de Vrede van Rijswijk bij Frankrijk ingelijfd. De stad, haar taal en haar cultuur blijven Duits, protestanten mogen geen overheidsbetrekkingen meer bekleden en de kathedraal wordt weer als rooms-katholiek godshuis in gebruik genomen.
Het bij de Vrede van Rijswijk door Frankrijk ingelijfde Elzas maakt ook daarna geen deel uit van het Franse tolgebied. De douanegrens blijft – zoals ook voordien – over de kam van de Vogezen lopen.

## Gebied
- de stad Straatsburg
- het ambt Illkirch  (Illkirch-Grafenstadten, Illwickersheim, Niederhausbergen, Schiltigheim en Ittenheim)
- het dorp Eckbolsheim van het sticht Sankt Thomas
- de heerlijkheid Barr
- de heerlijkheid Marlenheim
- de heerlijkheid Ittenheim